# GX Большой Медведицы
GX Большой Медведицы (лат. GX Ursae Majoris), HD 93074 — одиночная переменная звезда в созвездии Большой Медведицы на расстоянии приблизительно 3087 световых лет (около 946 парсеков) от Солнца. Видимая звёздная величина звезды — от +9,33m до +9,08m.

## Характеристики
GX Большой Медведицы — оранжевая пульсирующая полуправильная переменная звезда типа SRD (SRD) спектрального класса K5.